# Ein Sarg aus Hongkong
Ein Sarg aus Hongkong ist ein deutsch-französisch koproduzierter Kriminal- und Abenteuerfilm des Regisseurs und Drehbuchautors Manfred R. Köhler. Der Farbfilm in Ultrascope basiert auf dem gleichnamigen Roman (Originaltitel: A coffin from Hong Kong) von James Hadley Chase. Die bundesdeutsche Uraufführung fand am 21. August 1964 im City Kino in München statt.

## Handlung
Der Londoner Privatdetektiv Nelson Ryan findet in seinem Appartement die erschossene Chinesin Jo Ann Jefferson. Kurze Zeit später stattet deren Schwiegervater, der wohlhabende Industrielle William Jefferson, dem Detektiv einen Besuch ab. Er beauftragt Nelson Ryan, die Umstände zu klären, die zum Tod seines Sohnes George geführt haben. Dieser kam angeblich vor fünf Tagen in Hongkong bei einem Autounfall ums Leben. Seine Frau Jo Ann Jefferson ist daraufhin mit einem Sarg nach London gereist, in dem sich die Leiche ihres Gatten befand. Nachdem sich William Jefferson und dessen Sekretärin Janet West von Ryan verabschiedet haben, versucht ein Unbekannter, Ryan umzubringen. Dabei kommt allerdings der Attentäter ums Leben.
Nelson Ryan reist mit seinem Freund und Assistenten Bob Tooly nach Hongkong. Sie steigen im Hotel Celestial Empire ab, in dem auch George Jefferson Quartier bezogen hatte. Eine erste Spur führt sie in die Bar „Grüne Schlange“. Neben den üblichen Getränken stehen für die Gäste dort auch zahlreiche Mädchen zur Auswahl. Wie sich herausstellt, war Jo Ann Jefferson eines davon. Im Hotel macht Nelson Ryan die Bekanntschaft mit seiner Zimmernachbarin Lee Lai. Die attraktive junge Frau bietet Ryan an, ihm bei seinem Aufenthalt in Hongkong behilflich zu sein. Da taucht ein Mädchen aus der „Grünen Schlange“ auf, das sich als Jo Ann Jefferson ausgibt. Als Ryan sie zur Rede stellt, teilt sie ihm mit, dass die echte Jo Ann auch nach ihrer Heirat mit George noch arbeitete. Im Zusammenhang mit diesem erwähnt das Mädchen einen gewissen Mr. Belling. Von Lee Lai erfährt Ryan wiederum, dass George Jefferson seine Frau im Hotel zurückließ, nachdem er zu großem Reichtum gekommen und mit Belling in eine „Weiße Villa“ an der Repulse Bay gezogen war. Kurz darauf wird Lee Lai entführt und in einem Verlies, das sich fluten lässt, ertränkt. Nelson Ryan fällt beinahe einem Anschlag mit einem giftigen Skorpion zum Opfer.
Polizeiinspektor Chang sucht Nelson Ryan auf, da wegen der Vorkommnisse in London ein Haftbefehl gegen den Detektiv vorliegt. Unter der Bedingung, dass Ryan den Mörder Lee Lais findet, lässt Chang ihn auf freiem Fuß. Ryan erfährt, dass die Weiße Villa inzwischen von einem Mann namens Henri Gilbert und dessen Schwester Stella bewohnt wird. Bob Tooley erhält aus London die Nachricht, dass sich in George Jeffersons Sarg tatsächlich eine Leiche befindet. Daneben hat man allerdings auch Spuren von Heroin gefunden. Unterdessen hat Ryan Kontakt mit Stella aufgenommen. Unter dem Vorwand, einiges zu berichten, fährt sie mit Ryan zum Gipfel des Mount Butler. Dort muss der Detektiv allerdings einem erneuten Mordanschlag entkommen. In der Stadt erzählt Stella schließlich, dass der mit ihrem Bruder befreundete Mr. Belling auf mysteriöse Weise verschwunden sei. Außerdem trage Belling ständig eine Maske, seit sein Gesicht durch ein Säureattentat entstellt ist. Stella vermittelt Ryan und Tooly ein Treffen mit einem Mann, dem die beiden einige Mordanschläge zu verdanken haben. Von ihm erfahren sie, dass sich Bellings Versteck zu dessen Lebzeiten in der „Verbotenen Stadt“ befand.
Als Nelson Ryan das sogar von Einheimischen gemiedene Stadtviertel aufsucht, landet er in der Gewalt des geheimnisvollen Mannes mit der Maske. Dieser gesteht, dass George Jefferson sterben musste, nachdem er seinen Boss hintergangen hatte. Durch einen simplen Trick war es ihm gelungen, aus Macau geschmuggeltes Heroin in seinen Besitz zu bringen. Durch die Hilfe eines kleinen Jungen, bei dem Ryan vor einiger Zeit Blumen gekauft hatte, kann der Detektiv aus dem tödlichen Verlies des Maskierten entkommen. Da teilt ihm Polizeiinspektor Chang mit, dass man Bellings halbverweste Leiche aus dem Meer gefischt hat. Die Ermittler gehen davon aus, dass er schon eine Woche tot ist. Nelson Ryan und Bob Tooly eilen zur „Weißen Villa“, um Henri Gilbert zur Rede zu stellen. Da wird dessen Schwester Stella entführt. Aber sie und Ryan, der die Verfolgung aufgenommen hat, werden von dem geheimnisvollen Maskierten auf einer Dschunke festgehalten. Wie Ryan diesmal richtig vermutet, handelt es sich bei dem Unbekannten um den totgeglaubten George Jefferson. Da setzt der Mann, an dessen Stelle die Leiche eines Chinesen nach London geschickt wurde, das Boot in Brand. Im letzten Moment können Bob Tooly und die zur Hilfe geholte Polizei Stella und Ryan retten. Im Ryans Hotelzimmer gibt Stella zu, nicht die Schwester, sondern die Geliebte des eigentlichen Bosses, Henri Gilbert, gewesen zu sein. In der Zwischenzeit hat dieser seinen Rivalen George Jefferson erschossen, um sich nunmehr Nelson Ryan vorzunehmen. Aber auch diesmal greifen Bob Tooly und Inspektor Chang rechtzeitig ein. Beim Versuch, den Ermittler zu töten, wird Gilbert von einem Polizisten erschossen. Nelson Ryan verspricht Stella, seinen Aufenthalt in Hongkong zu verlängern.

## Entstehungsgeschichte

### Vorgeschichte
Im Zuge der seit 1959 vom Constantin-Filmverleih vermarkteten Edgar-Wallace-Filmreihe der Rialto Film entstanden in den 1960er Jahren zahlreiche weitere Kriminalfilme nach ähnlichem Muster. Auch der schweizerische Filmproduzent Erwin C. Dietrich, der seit 1962 in Deutschland arbeitete, hatte 1963 mit Die Nylonschlinge ein solches Werk in die Kinos gebracht. Ungleich aufwändiger und nunmehr selbst für den Constantin-Filmverleih sollte Dietrichs nächstes Filmprojekt werden: Ein Sarg aus Hongkong nach dem 1962 erschienenen gleichnamigen Roman (Originaltitel: A coffin from Hong Kong) von James Hadley Chase.

### Produktion

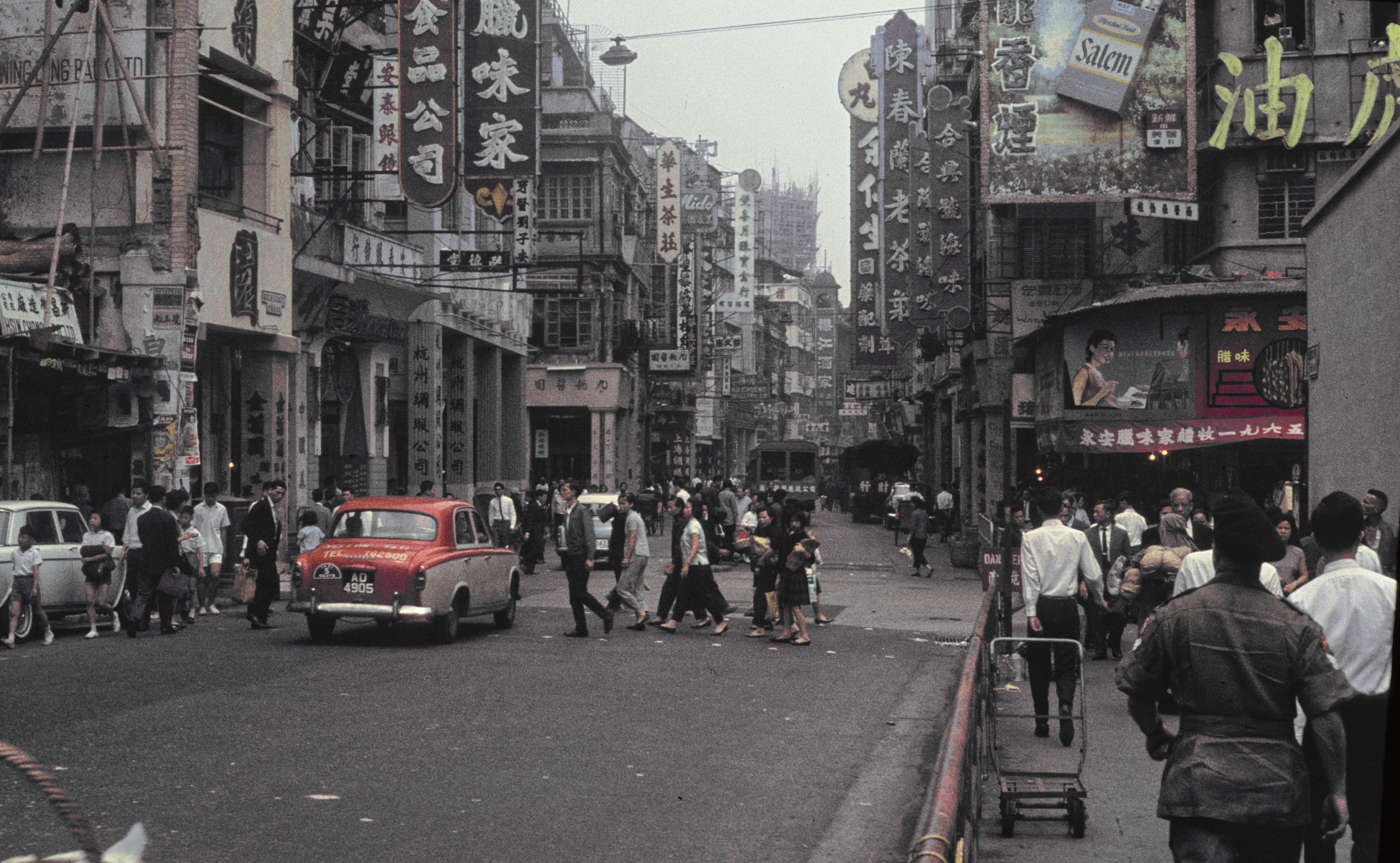
Hongkong in den 1960er Jahren

Gedreht wurde in Farbe und Ultrascope an Originalschauplätzen in der damaligen britischen Kronkolonie Hongkong. Die Filmbauten schuf Nino Borghi. Mit Les Films Jacques Leitienne und Imp. Ex. Ci. waren auch zwei französische Koproduktionspartner an dem Projekt beteiligt. Durch die Zusammenarbeit mit dem renommierten Constantin-Filmverleih stand Dietrich dessen namhafter Vertragsschauspieler Heinz Drache zur Verfügung. Daneben wirkten unter anderem Elga Andersen, Ralf Wolter, Sabina Sesselmann und Willy Birgel mit. Manfred R. Köhler, bis dahin vor allem als Synchronregisseur und Drehbuchautor tätig, führte bei Ein Sarg aus Hongkong erstmals Regie bei einem Spielfilm.
Inmitten der Dreharbeiten geriet Erwin C. Dietrich in Schwierigkeiten und in Streit mit den in Hongkong ansässigen Dienstleistungspartnern. Die Crew, nicht zuletzt der Regisseur selbst, schien sich wenig um seine Anweisungen zu kümmern: „Was immer ich organisierte, wurde passiv unterlaufen und für alles brauchten diese Profis plötzlich zehn Aufforderungen und zwei- bis dreimal länger als normalerweise.“
Um die Filmproduktion nicht zu gefährden, musste der Constantin-Filmverleih Dietrich sogar abberufen und ihn durch den erfahreneren Wolf C. Hartwig ersetzen. Dieser hatte mit seiner in München ansässigen Rapid-Film bereits Abenteuerkrimis wie Heißer Hafen Hongkong (1962) oder Weiße Fracht für Hongkong (1964) hergestellt und schien zur Fertigstellung dieses Films geradezu prädestiniert.

### Synchronisation
Heinz Drache, Ralf Wolter, Willy Birgel, Sabina Sesselmann und Monika John synchronisierten sich für die deutsche Fassung selbst. Ansonsten sind in der deutschen Fassung des Films unter anderem folgende Synchronsprecher zu hören:
| Rolle            | Darsteller     | Synchronsprecher |
| ---------------- | -------------- | ---------------- |
| Stella           | Elga Andersen  | Eva Pflug        |
| Lee Lai          | Chien Yu       | Heidi Treutler   |
| Jo Ann Jefferson | Greta Chi      | Rosemarie Fendel |
| Yu Pei           | Angela Ho      | Ursula Herwig    |
| Schläger         | Henri Cogan    | Kurt E. Ludwig   |
| Henri Gilbert    | Pierre Richard | Harald Leipnitz  |
| Mr. Belling      | Michael Bulmer | Alf Marholm      |
| Anthony          | René Scheibli  | Horst Sachtleben |
| Hotelportier     | N. N.          | Werner Lieven    |

## Rezeption

### Veröffentlichung
Die FSK gab den Film am 4. August 1964 ab 16 Jahren frei. Die bundesdeutsche Uraufführung des Farbfilms in Ultrascope erfolgte am 21. August 1964 im City Kino in München. Bei den damals durchgeführten Umfragen des Fachblattes Filmecho/Filmwoche, bei denen Kinobesitzer den geschäftlichen Erfolg aktueller Filme auf einer Skala von 1 (ausgezeichnet) bis 7 (sehr schlecht) bewerteten, schnitt Ein Sarg aus Hongkong mit der Note 3,0 ab. Zum Vergleich: Die ebenfalls 1964 veröffentlichten Spielfilme Der Hexer (2,4), Lausbubengeschichten (3,0) und Die Gruft mit dem Rätselschloss (3,4).
Ein Sarg aus Hongkong, der in Frankreich Du grisbi pour Hong-Kong hieß, konnte noch in weiteren Ländern vermarktet werden und lief dort unter anderem unter den folgenden Titeln:
- Finnland: Hongkong, vaarojen satama
- Griechenland: Praktor FX 15 ektos mahis
- Italien: Hong Kong: Porto franco per una bara
- Mexiko: El ataud chino
- Spanien: El ataud chino
- Vereinigte Staaten: Coffin from Hong Kong

Ein Sarg aus Hongkong lief mehrfach im deutschen Fernsehen. Im Jahr 2014 erschien der Film von zwei Labels auf DVD und Blu-ray. Nachdem zunächst eine gekürzte Version mit verändertem Vorspann veröffentlicht worden war, brachte man das Werk in der Reihe „Filmjuwelen“ in der ungekürzt Originalversion heraus.

### Kritiken
„Wieder einmal entschädigen Außenaufnahmen […] für eine, sich nur in unübersichtlichen Einzelereignissen ohne restlose Lösung ergehende Story […]“

„Europas letzter Umschlagplatz in Fernost schillert krimigerecht. Im breitwandigen Panorama ereignisreicher Vorgänge Heinz Drache. Wir haben ja nur diesen einen Liebling im Inspektor-Fach, und das wird hier weidlich ausgenutzt. Was unser Mann in Hongkong auf den Spuren eines Rauschgiftrings durchstehen muß, ist selbst angesichts der notwendigen Spannungskurve ein bißchen viel. Trotzdem kann man die atmosphärisch gut aufbereitete „Leichenschau“ als sauberes Filmhandwerk bezeichnen, zumal einige eurasische Dialogszenen mit der entzückenden Angela Hu sehr hübsch gelungen sind.“

„Überspitztes Kriminalabenteuer mit einigen gruseligen und erotischen Zutaten.“